# Абакаров Абубакр Ісламбекович
Абубакр Абакаров (рос. Абакаров, Абубакр Исламбекович; нар. 28 січня 1999, Хасав'юрт, Дагестан) — азербайджанський борець вільного стилю, бронзовий призер чемпіонату світу.

## Життєпис
Народився в Хасав'юрті. Старший з трьох братів у родині. Мати працювала вчителем російської мови в Хасав'юрті, потім — у районному управлінні освіти провідним спеціалістом. Почесний працівник освіти Російської Федерації. У 2014 році в п'ятнадцятирічному віці Абубакр Абакаров виступив на турнірі Олександра Медведя під прапором Росії. А вже через два роки виступив за кадетську збірну Азербайджану на чемпіонаті Європи, де став бронзовим призером. Того є року здобув титул чемпіона світу серед кадетів. У 2018 став віце-чемпіоном світу серед юніорів. Наступного року виграв Чемпіонат Європи серед юніорів, став бронзовим призером чемпіонату світу серед юніорів та віце-чемпіоном світу серед молоді. Того ж року став чемпіоном Азербайджану серед дорослих.
У 2021 намагався кваліфікуватися на літні Олімпійські ігри в Токіо, однак на Європейському олімпійському кваліфікаційному турнірі став п'ятим, а на світовому кваліфікаційному турнірі — третім, тоді як ліцензію на турнір з боротьби на Олімпіаді здобували спортсмени, що посідали два перших місця на цих турнірах.
У жовтні 2021 здобув свою першу нагороду на турнірах на дорослому рівні, ставши бронзовим призером чемпіонату світу.

## Спортивні результати на міжнародних змаганнях

### Виступи на Чемпіонатах світу
| Змагання                        | Збірна      | Вагова категорія          | Місце  |
| ------------------------------- | ----------- | ------------------------- | ------ |
| Чемпіонат світу з боротьби 2018 | Азербайджан | вільна боротьба, до 74 кг | 8      |
| Чемпіонат світу з боротьби 2021 | Азербайджан | вільна боротьба, до 86 кг | Бронза |
| Чемпіонат світу з боротьби 2022 | Азербайджан | вільна боротьба, до 86 кг | 11     |
| Чемпіонат світу з боротьби 2023 | Азербайджан | вільна боротьба, до 86 кг | 20     |

### Виступи на Чемпіонатах Європи
| Змагання                         | Збірна      | Вагова категорія          | Місце  |
| -------------------------------- | ----------- | ------------------------- | ------ |
| Чемпіонат Європи з боротьби 2020 | Азербайджан | вільна боротьба, до 86 кг | 8      |
| Чемпіонат Європи з боротьби 2022 | Азербайджан | вільна боротьба, до 86 кг | Срібло |
| Чемпіонат Європи з боротьби 2023 | Азербайджан | вільна боротьба, до 86 кг | Бронза |

### Виступи на Кубках світу
| Змагання                    | Збірна      | Вагова категорія          | Місце |
| --------------------------- | ----------- | ------------------------- | ----- |
| Кубок світу з боротьби 2020 | Азербайджан | вільна боротьба, до 86 кг | 7     |

### Виступи на Іграх ісламської солідарності
| Змагання                          | Збірна      | Вагова категорія          | Місце  |
| --------------------------------- | ----------- | ------------------------- | ------ |
| Ігри ісламської солідарності 2022 | Азербайджан | вільна боротьба, до 86 кг | Срібло |

### Виступи на інших змаганнях
| Змагання                                                       | Збірна      | Вагова категорія          | Місце  |
| -------------------------------------------------------------- | ----------- | ------------------------- | ------ |
| Турнір Олександра Медведя 2014                                 | Росія       | вільна боротьба, до 61 кг | 8      |
| Інтерконтинентальний кубок з боротьби 2017                     | Азербайджан | вільна боротьба, до 74 кг | 18     |
| Кубок Алроси 2017                                              | Азербайджан | команда                   | Срібло |
| Кубок Ахмата Кадирова 2018                                     | Азербайджан | команда                   | Бронза |
| Турнір Яшара Догу 2019                                         | Азербайджан | вільна боротьба, до 79 кг | 5      |
| Турнір Дмитра Коркіна 2019                                     | Азербайджан | вільна боротьба, до 79 кг | Срібло |
| Турнір Яшара Догу 2020                                         | Азербайджан | вільна боротьба, до 79 кг | Золото |
| Гран-прі Франції Анрі Деглана 2021                             | Азербайджан | вільна боротьба, до 86 кг | Бронза |
| Олімпійський кваліфікаційний турнір з боротьби 2020 (Будапешт) | Азербайджан | вільна боротьба, до 86 кг | 5      |
| Олімпійський кваліфікаційний турнір з боротьби 2020 (Софія)    | Азербайджан | вільна боротьба, до 86 кг | Бронза |
| Турнір Дана Колова — Николи Петрова 2022                       | Азербайджан | вільна боротьба, до 86 кг | Золото |
| Меморіал Маттео Пелліконе 2022                                 | Азербайджан | вільна боротьба, до 86 кг | Золото |
| Відкритий чемпіонат Загреба з боротьби 2023                    | Азербайджан | вільна боротьба, до 86 кг | 5      |
| Турнір Дана Колова — Николи Петрова 2023                       | Азербайджан | вільна боротьба, до 86 кг | 5      |
| Турнір К. У. Кожомкула і Р. Санатбаєва 2023                    | Азербайджан | вільна боротьба, до 86 кг | Срібло |
| Меморіал Імре Поляка та Яноша Варги 2023                       | Азербайджан | вільна боротьба, до 86 кг | 10     |
| Меморіал Вацлава Циолковського 2024                            | Азербайджан | вільна боротьба, до 92 кг | Золото |

### Виступи на змаганнях молодших вікових груп
| Змагання                                       | Збірна      | Вагова категорія          | Місце  |
| ---------------------------------------------- | ----------- | ------------------------- | ------ |
| Чемпіонат Європи з боротьби серед кадетів 2016 | Азербайджан | вільна боротьба, до 69 кг | Бронза |
| Чемпіонат світу з боротьби серед кадетів 2016  | Азербайджан | вільна боротьба, до 69 кг | Золото |
| Чемпіонат Європи з боротьби серед юніорів 2017 | Азербайджан | вільна боротьба, до 74 кг | 10     |
| Чемпіонат світу з боротьби серед юніорів 2018  | Азербайджан | вільна боротьба, до 74 кг | Срібло |
| Чемпіонат Європи з боротьби серед юніорів 2019 | Азербайджан | вільна боротьба, до 79 кг | Золото |
| Чемпіонат світу з боротьби серед юніорів 2019  | Азербайджан | вільна боротьба, до 79 кг | Бронза |
| Чемпіонат світу з боротьби серед молоді 2019   | Азербайджан | вільна боротьба, до 79 кг | Срібло |
| Чемпіонат Європи з боротьби серед молоді 2022  | Азербайджан | вільна боротьба, до 86 кг | Золото |